# Crosse en Italie
La crosse en Italie est un sport encore peu pratiqué. Il a été introduit en Italie au début des années 2000.
Sept équipes italiennes participent au Championnat d'Italie et à la Coupe d'Italie de crosse, qui sont deux compétitions nationales.
La Fédération italienne de crosse a la charge d'organiser et de développer ce sport en Italie et gère l'équipe d'Italie.

## Historique
L'histoire de la crosse en Italie remonte à 2003 lorsqu'un italien nommé Fabio Antonelli, de retour en Italie après avoir passé quelque temps dans le Colorado aux États-Unis connaissait et jouait déjà ce sport. Il fit la rencontre de Robert Corna, un italo-américain de 32 ans  qui tentait de rassembler des gens dans le but de mettre en place la première équipe italienne de crosse à Rome : la Rome Lions. Les premiers entrainements ont eu lieu au légendaire Circus Maximus, l'un des vestiges les plus populaires de la ville antique. Plus tard, l'équipe a déménagé à San Paolo, où se situé un ancien cynodrome. Les débuts ont été difficiles avec un matériel essentiellement basique et pauvre.
L'équipe nationale italienne a participé pour la première fois à un concours international lors du Championnat d'Europe de crosse en 2004 à Prague. Les joueurs de Corna Robert terminère à la 11e et avant-dernière place au classement (devant la Lettonie).
Après trois années de durs entrainements et la participations à quelques tournois, la première équipe de crosse a finalement été formée en septembre 2006 sous le nom de Leones Roms Lacrosse.
Lors du Championnats du monde de crosse à London au Canada en 2004, l'équipe nationale a pris part au tournoi sans avoir eu malheureusement à déployer un seul joueur italien dans ses rangs. L'équipe s'est classée à la 10e place sur les 20 équipes inscrites.
Le 1er juin 2007, une fédération nationale, la Fédération italienne de crosse, est créée par Fabio Antonelli. 
Peu de temps après, Roberto Pallotti avec son ami Andrea Cavalca formé le club de Aquile Nere Lacrosse La Spezia.
Pendant l'été 2007, la récente fédération italienne a demandé et obtenu l'admission officielle par la Fédération internationale de crosse (FIC) et par la Fédération européenne de crosse (FEL).

## Institutions dirigeantes
La crosse est gérée en Italie par la Fédération italienne de crosse. Elle appartient à la Fédération internationale de crosse (FIC). 

## Compétitions de clubs
Le Championnat d'Italie de crosse est une compétition nationale qui sera disputée pour la première fois le 13 octobre 2009. Elle regroupe actuellement 7 équipes : Red Hakws Merate, Phoenix Perugia, Aquile Nere La Spezia, Roma Leones, Pellicani Bocconi, Taurus Torino et Sharks Bologna.